# District de Tân Phước
Tân Phước est un district de la province de Tiền Giang dans la delta du Mékong au sud du Viêt Nam. 

## Géographie
La superficie de Tân Phước est de 343 km2. 
Le chef lieu du district est Mỹ Phước.